# Taurotagus klugii
Taurotagus klugii är en skalbaggsart som beskrevs av Lacordaire 1868. Taurotagus klugii ingår i släktet Taurotagus och familjen långhorningar.
Artens utbredningsområde är:
- Botswana.
- Burundi.
- Moçambique.
- Zimbabwe.

Inga underarter finns listade i Catalogue of Life.